# Kanizsai Silka Ágnes
Kanizsai-Silka Ágnes (eredeti nevén: Sápi Ágnes) (Komló, 1963 május 31. –) magyar szakács, közgazdász, divattervező, üzletasszony, életvezetési tanácsadó, az Agnes Silka márka alapítója és kreatív igazgatója.

## Élete és pályafutása
Komlón született bányászcsaládban, gyermekkorát Magyarszéken töltötte. Vendéglátóipari tanulmányait Pécsett végezte, majd több étteremben dolgozott. 1993-ban megnyitotta első saját éttermét, később további vendéglátóegységeket is vezetett.
2012-ben indította el divattervezői pályafutását, amelynek részeként megalapította az Agnes Silka márkát. Hévízen, majd Budapesten is szalont nyitott. 2015-től kisebbik fiával, Kanizsai Tiborral közösen vezeti vállalkozását.
Közgazdászként diplomát szerzett a Pannon Egyetemen, életvezetési tanácsadóként is tevékenykedik. 2022-ben Szavamat adtam címmel jelent meg önéletrajzi könyve.